# Метиси

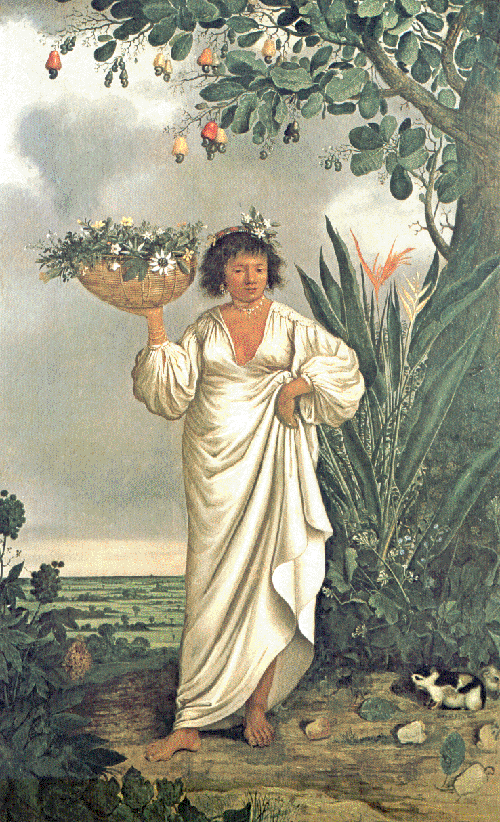
Дівчина-«мамелюко» (нащадки португальців і тупі), Бразилія. Худ. Альберт Екхаут, близько 1641—1644 рр.

Мети́си (фр. métis, від лат. misticius — «змішаний», або misceo — «змішую») , або мішанці — нащадки від міжрасових шлюбів. В антропологічному значенні метиси займають проміжне місце між расами: в Америці метиси — це нащадки від шлюбів європеоїдів та індіанців; у Бразилії — від шлюбів португальців з індіанцями тупі, відомі як «мамелюко».
У системі каст метиси мали менше прав, ніж уродженці Європи та креоли, народжені в Новому світі від обох батьків-європейців, але мали більше прав, ніж індіанці та африканці.
Упродовж колоніального періоду метиси швидко стали найчисельнішими у більшій частині того, що тепер називається Латинською Америкою, — і коли колонії почали здобувати незалежність від Іспанії, метиси часто переважали кількісно. У певних країнах Латинської Америки, як-от у Мексиці, концепція «метисів» стала центральною у формуванні нової незалежної особистості, яка не була ні повністю іспанською, ні повністю місцевою; саме слово «метиси» набуло нинішнього подвійного значення змішаної культурної спадщини та фактично расового походження.

## Географічний розподіл
Метиси є практично в усіх країнах Західної півкулі, в тому числі становлять більшість населення в таких країнах: Мексика, Нікарагуа, Перу, Колумбія, Венесуела, Еквадор, Парагвай, Чилі, Панама та ін.

## Історія

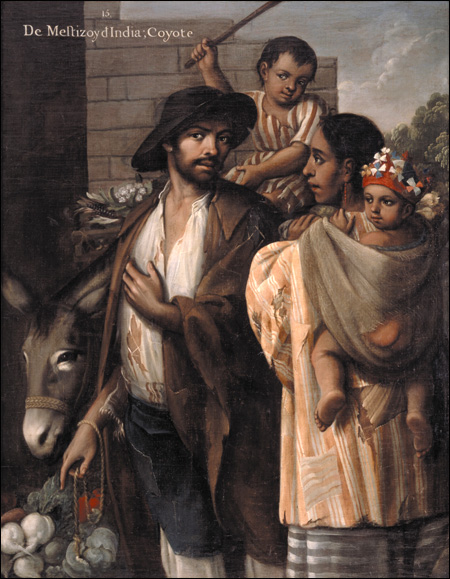
Чоловік-метис та його дружина-індіанка, 1763 рік. Худ. Мігель Кабрера

Впродовж іспанського колоніального періоду іспанці розробили складну систему каст на основі рас, яка застосовувалась для соціального контролю, та яка також визначала важливість особи в суспільстві. Існувало чотири основні категорії раси: (1) півострівні – люди іспанського походження, які народились в Іспанії, (2) креоли – іспанського походження, які народились в Америці, (3) індіанці – місцеві жителі, та (4) негри – потомки рабів з Африки. Особи змішаної раси були названі кастами. В ті часи безліч інших термінів (таких як мулати і самбо) використовувались для того, щоб розрізнити суміш рас. Наприкінці колоніального періоду у 1821 році їхня кількість була понад сто. 
Правова расова класифікація людини в колоніальній іспанській Америці була тісно пов’язана з соціальним статусом, багатством, культурою та мовою. Багаті люди платили, щоб змінити або приховати їх фактичне походження. Багато місцевого населення залишали свої рідні села та прагнули, щоб їх вважали метисами для уникнення сплати данини іспанцям. Багато місцевих, а інколи і ті, що мали частково африканські корені, класифікувалися як метиси, якщо вони розмовляли іспанською та жили як метиси.
Часто, але тільки спочатку, термін метис асоціювався з не легітимністю. Термін також мав зневажливе значення щодо чогось, що не є «чистим». На думку істориків Майкла С. Меєра та Вільяма Шермана, на початку 16-го століття  іспанське колоніальне використання терміна метис «було майже синонімом слову байстрюк» (позашлюбна дитина).
Оскільки слову надано безліч значень, визначення «метисів» вилучили зі списку перепису населення в Мексиці та більше не використовується.